# Diana Maximovna Shnaider
Diana Maximovna Shnaider (tiếng Nga: Диа́на Макси́мовна Шна́йдер, phát âm [dʲɪˈanə mɐˈksʲiməvnə ˈʂnaɪ̯dɛr]; sinh ngày 2 tháng 4 năm 2004) là một vận động viên quần vợt chuyên nghiệp người Nga. Cô có thứ hạng cao nhất là vị trí số 12 thế giới ở đơn, đạt được vào ngày 4 tháng 11 năm 2024, và vị trí số 37 ở đôi, đạt được vào ngày 6 tháng 1 năm 2025.
Shnaider giành huy chương bạc nội dung đôi nữ tại Thế vận hội Paris 2024 cùng với Mirra Andreeva.

## Cuộc sống
Shnaider sinh ra ở Zhigulevsk với bố là Maxim và mẹ là Yulia. Bố cô là một luật sư và cựu võ sĩ quyền Anh gốc Đức, trong khi mẹ cô là một giáo viên tiếng Anh. Gia đình cô sau đó chuyển đến Tolyatti.
Cô bắt đầu chơi quần vợt từ năm 4 tuổi. Năm 8 tuổi, cô bắt đầu theo đuổi môn thể thao này một cách nghiêm túc, tập luyện với huấn luyện viên Samvel Minasyan ở Moscow. Năm 2022, cô chuyển đến Hoa Kỳ và đăng ký học tại Đại học Bang North Carolina, nơi cô chơi quần vợt đại học cho NC State Wolfpack.
Phong cách đặc trưng của Shnaider trên sân là cô hay đội khăn bandana chấm bi màu xanh. Cô bắt đầu đội chiếc khăn này từ khi còn nhỏ để tránh bị cháy nắng, và thích đội chúng hơn mũ lưỡi trai.

## Sự nghiệp cấp độ trẻ
Cô giành ba danh hiệu đôi nữ trẻ Grand Slam tại Giải quần vợt Wimbledon 2021 (cùng với tay vợt người Belarus Kristina Dmitruk), Giải quần vợt Úc Mở rộng 2022 (cùng với tay vợt người Mỹ Clervie Ngounoue), và Giải quần vợt Mỹ Mở rộng 2022 (cùng với tay vợt người Cộng hòa Séc Lucie Havlíčková)
Ở cấp độ ITF Junior Circuit, Shnaider có thứ hạng cao nhất là vị trí số 3, đạt được vào ngày 13 tháng 12 năm 2021.

### Thành tích Grand Slam
Đơn:
- Úc Mở rộng: TK (2022)
- Pháp Mở rộng: BK (2021)
- Wimbledon: V1 (2019, 2021)
- Mỹ Mở rộng: BK (2022)

 Đôi:
- Úc Mở rộng: VĐ (2022)
- Pháp Mở rộng: CK (2020)
- Wimbledon: VĐ (2021)
- Mỹ Mở rộng: VĐ (2022)

## Sự nghiệp cấp độ chuyên nghiệp

### 2022: Danh hiệu WTA 125 đầu tiên
Shnaider giành danh hiệu WTA 125 đầu tiên tại giải Montevideo Open, đánh bại Léolia Jeanjean sau hai set trong trận chung kết.

### 2023: Lần đầu tham dự Grand Slam, chung kết WTA Tour, top 60
Shnaider có lần đầu tiên tham dự Grand Slam tại Giải quần vợt Úc Mở rộng 2023, sau khi vượt qua vòng loại để lọt vào vòng đấu chính. Cô có trận thắng đầu tiên tại một giải Grand Slam sau khi đánh bại Kristína Kučová, trước khi để thua ở vòng 2 trước hạt giống số 6 Maria Sakkari. Với kết quả này, cô đã lọt vào top 100 trên bảng xếp hạng, đứng ở vị trí số 94 thế giới, vào ngày 30 tháng 1 năm 2023.
Sau giải Úc Mở rộng, Shnaider thi đấu một mùa giải quần vợt đại học cho North Carolina State. Cô đạt thành tích 20–3 ở nội dung đơn để giúp Wolfpack giành chiến thắng giải đấu ACC và lọt vào trận chung kết NCAA Championships 2023. Cô được vinh danh là tay vợt xuất sắc nhất của giải ACC và là Tân binh của năm của ACC và nhận được danh hiệu đội hình một toàn ACC và toàn Mỹ ở nội dung đơn và đôi.
Tại giải Budapest Grand Prix, cô đánh bại hạt giống số 1 Bernarda Pera, nhưng thua ở vòng 2 trước tay vợt thua cuộc may mắn và nhà vô địch giải đấu sau đó Maria Timofeeva. Shnaider lọt vào vòng bán kết tại giải Hamburg Open sau khi đánh bại hạt giống số 3 Bernarda Pera ở vòng tứ kết, trước khi để thua trước tay vợt đặc cách Noma Noha Akugue.
Trong lần đầu tham dự mùa giải sân cứng châu Á, cô đánh bại hạt giống số 8 Claire Liu tại giải Guangzhou Open. Sau đó, cô thua ở vòng 2 trước Wang Xiyu Tại giải đấu tiếp theo, cô lọt vào vòng bán kết sau khi đánh bại hạt giống số 2 Petra Kvitová tại giải Ningbo Open. Cô tiếp tục vượt qua Linda Fruhvirtová để lọt vào trận chung kết WTA Tour đầu tiên trong sự nghiệp. Tuy nhiên, cô đã để thua trước hạt giống số 1 Ons Jabeur. Sau khi lọt vào vòng bán kết của giải Jiangxi Open, cô đã vào top 60 trên bảng xếp hạng vào ngày 23 tháng 10 năm 2023.

### 2024: Bốn danh hiệu WTA, huy chuơng bạc đôi Thế vận hội, top 20
Ở Hua Hin, Thái Lan, cô lọt vào vòng tứ kết sau khi đánh bại hạt giống số 1 Magda Linette và Paula Badosa. Sau đó, cô vượt qua tay vợt vượt qua vòng loại Dalma Gálfi và hạt giống số 3 Wang Xinyu để lọt vào trận chung kết giải đấu. Tại đây, Shnaider đánh bại hạt giống số 2 Zhu Lin sau ba set để giành danh hiệu WTA Tour đầu tiên trong sự nghiệp. Tại giải Miami Open, cô thua ở vòng 2 trước hạt giống số 17 Madison Keys.
Cô giành danh hiệu thứ 2 trong sự nghiệp tại Bad Homburg Open 2024 sau khi đánh bại Donna Vekić trong trận chung kết. Với kết quả này, cô đã lọt vào top 30 trên bảng xếp hạng vào ngày 1 tháng 7 năm 2024. Trong lần đầu tham dự giải Wimbledon, cô tiến vào vòng 3 với các chiến thắng trước cựu á quân Karolína Plíšková và Sloane Stephens, trước khi để thua trước hạt giống số 19 Emma Navarro.
Shnaider giành danh hiệu thứ 3 trong năm tại giải Budapest Grand Prix, đánh bại Aliaksandra Sasnovich sau hai set trong trận chung kết. Với chức vô địch này, cô đã vươn lên vị trí số 18 thế giới vào ngày 19 tháng 8 năm 2024.
Tại Thế vận hội Paris, Shnaider cùng với Mirra Andreeva giành huy chương bạc ở nội dung đôi nữ sau khi để thua trong trận chung kết trước Sara Errani và Jasmine Paolini.
Với tư cách là hạt giống số 6 tại giải Pan Pacific Open vào tháng 10, cô lọt vào vòng bán kết sau khi vượt qua Viktoriya Tomova ở vòng 2 và tay vợt vượt qua vòng loại Sayaka Ishii ở vòng tứ kết (Ishii bỏ cuộc trước trận đấu vì chấn thương). Tuy nhiên, cô để thua trước hạt giống số 1 và nhà vô địch giải đấu sau đó Zheng Qinwen.
Tại giải Hong Kong Open, nơi cô là hạt giống số 1, Shnaider đánh bại tay vợt vượt qua vòng loại Kyoka Okamura, Priscilla Hon, Suzan Lamens và đương kim vô địch Leylah Fernandez để lọt vào trận chung kết, nơi cô vượt qua hạt giống số 2 Katie Boulter sau hai set để giành danh hiệu thứ 4 trong mùa giải.

### 2025: Danh hiệu đôi đầu tiên trong sự nghiệp
Đánh cặp với Mirra Andreeva, Shnaider giành danh hiệu đôi WTA Tour đầu tiên tại giải Brisbane International, đánh bại Priscilla Hon và Anna Kalinskaya trong trận chung kết. Trong tuần tiếp theo, tại giải Adelaide International, cô đánh bại tay vợt vượt qua vòng loại Kateřina Siniaková để vào vòng 2, nơi cô tiếp tục vượt qua Markéta Vondroušová sau khi Vondroušová bỏ cuộc do chấn thương. Shnaider sau đó thua ở vòng tứ kết trước Yulia Putintseva.

## Thống kê sự nghiệp

### Đơn
Tính đến Giải quần vợt Mỹ Mở rộng 2024.
| Giải đấu     | 2023 | 2024 | SR    | T–B | % Thắng |
| ------------ | ---- | ---- | ----- | --- | ------- |
| Grand Slam   |      |      |       |     |         |
| Úc Mở rộng   | V2   | V1   | 0 / 2 | 1–2 | 33%     |
| Pháp Mở rộng | V2   | V1   | 0 / 2 | 1–2 | 33%     |
| Wimbledon    | Q2   | V3   | 0 / 1 | 2–1 | 67%     |
| Mỹ Mở rộng   | Q2   | V4   | 0 / 1 | 3–1 | 75%     |
| Thắng–Bại    | 2–2  | 5–4  | 0 / 6 | 7–6 | 54%     |

### Thế vận hội Mùa hè

#### Đôi: 1 (huy chương bạc)
| Kết quả | Năm  | Giải đấu          | Mặt sân | Đồng đội       | Đối thủ                     | Tỷ số            |
| ------- | ---- | ----------------- | ------- | -------------- | --------------------------- | ---------------- |
| HCB     | 2024 | Thế vận hội Paris | Đất nện | Mirra Andreeva | Sara Errani Jasmine Paolini | 6–2, 1–6, [7–10] |